# Кнайтлинген
Кнайтлинген (нем. Kneitlingen) — коммуна в Германии, в земле Нижняя Саксония.
Входит в состав района Вольфенбюттель. Подчиняется управлению Шёппенштедт. Население составляет 847 человек (на 31 декабря 2010 года). Занимает площадь 17,58 км2.
Коммуна подразделяется на 4 сельских округа.
| Год  | Население |
| ---- | --------- |
| 1990 | 827       |
| 1995 | 848       |
| 2000 | 876       |
| 2005 | 885       |
| 2010 | 850       |